# In the Cards
"In the Cards" és el 25è i penúltim episodi de la cinquena temporada de la sèrie de televisió de ciència-ficció estatunidenca Star Trek: Deep Space Nine, el 123è de tota la sèrie. Originalment es van emetre en redifusió a partir del 9 de juny de 1997. El guió fou escrit per Truly Barr Clark, Scott Neal, i Ronald D. Moore i fou el debut com a director de Michael Dorn, que també va interpretar el personatge Worf a la sèrie.
Ambientada al segle XXIV, la sèrie segueix les aventures a Espai Profund 9, una estació espacial situada prop d'un forat de cuc estable entre els Quadrants Alfa i Gamma de la Via Làctia, prop del planeta Bajor, mentre els bajorans es recuperen d'una brutal ocupació de dècades pels imperialistes cardassians. El Quadrant Gamma acull un imperi hostil conegut com el Domini, governat pels Fundadors que canvien de forma. A les temporades mitjanes de la sèrie, la Federació està amenaçada tant per l'Imperi Klíngon com pel Domini. En aquest episodi, Jake Sisko, fill del capità de l'estació Benjamin Sisko, i el seu amic Nog intenten adquirir una targeta de beisbol, mentre s'enfronten a maquinacions polítiques més serioses.

## Argument
L'aparent inevitabilitat d'una guerra amb el Domini deprimeix el personal de comandament d’Espai Profund 9, especialment el capità Sisko. El seu fill Jake s'assabenta que una targeta de debutant de Willie Mays de 1951 estarà a la venda en una propera subhasta i decideix comprar-la com a regal per animar el seu pare, amant del beisbol. Jake demana l'ajuda (i els fons) de Nog per adquirir l'antiguitat.
L'estrany Dr. Elias Giger compra el lot que inclou la carta. Giger ofereix donar la carta a Jake a canvi d'un estrany assortiment d'equipament: material per construir una "cambra de regeneració cel·lular i entreteniment", que Giger creu que atorgarà la immortalitat. En privat, els nois decideixen que l'home està boig però accepten la seva oferta i obtenen els materials necessaris fent diverses feines esporàdiques per als oficials superiors de l'estació, incloent-hi el Cap O'Brien, el Dr. Bashir, la Major Kira i el Tinent Comandant Worf. Per mantenir el regal de Jake com una sorpresa, no revelen el motiu pel qual volen aquests articles.
Mentrestant, la líder espiritual bajorana Kai Winn està considerant un pacte de no agressió proposat entre Bajor i el Domini. Està dividida, no vol alinear Bajor amb el Domini, però no confia que la Federació faci de la defensa de Bajor una prioritat en cas de guerra. El capità Sisko recomana que Winn guanyi temps abans de comprometre's a prendre una decisió. El negociador del Domini, Weyoun, té un allotjament per a convidats a sobre del de Giger i desconfia dels sorolls estranys que emanen de baix.
En tornar als allotjaments de Giger per lliurar l'equipament sol·licitat, Jake i Nog troben l'habitació buida sense rastre de Giger. Jake s'enfronta a Winn i l'acusa de segrestar el doctor, per la qual cosa rep una reprimenda del capità Sisko. Jake i Nog són teletransportats inesperadament a bord de la nau de Weyoun: Weyoun, conscient que els joves han estat en contacte amb Giger, Winn i tot el personal sènior de l'estació, sospita que estan tramant alguna cosa. Jake explica el pla per obtenir la targeta, però Weyoun sembla incrèdul, així que Jake inventa una història que Willy Mays és un sabotejador que viatja en el temps que ell i Nog estan investigant. Weyoun creu la primera història de Jake, decidint que tot va ser una coincidència innocent al cap i a la fi, i envia els nois amb la targeta.
El capità Sisko reflexiona sobre com han millorat els estats d'ànim de la seva tripulació, durant un muntatge que il·lustra com els oficis de Jake i Nog els han ajudat; el muntatge conclou amb el capità abraçant el seu fill en rebre la targeta.

## Actors convidats
- Jeffrey Combs - Weyoun
- Brian Markinson - Dr. Elias Giger
- Aron Eisenberg - Nog
- Chase Masterson - Leeta
- Louise Fletcher - Kai Winn

## Recepció
En una ressenya de l'episodi per a Tor.com el 2014, Keith DeCandido va donar a l'episodi una crítica favorable. Va destacar el paper de l'episodi com a alleujament còmic enmig de les trames importants de la Guerra del Domini que s'acosta, i les relacions ben desenvolupades que es mostren entre Jake Sisko i el seu pare i entre Jake i Nog; Va donar a l'episodi una puntuació de 9 sobre 10. Zack Handlen, escrivint per The A.V. Club el 2013, també va donar a l'episodi una crítica favorable; el lloa com un episodi còmic que proporciona apostes significatives per als personatges enmig d'històries dramàtiques.
El 2019, CBR va classificar "In the Cards" com el 18è episodi més divertit de la franquícia Star Trek.